# Oppenans
Oppenans ist eine französische Gemeinde mit 60 Einwohnern (Stand: 1. Januar 2022) im Département Haute-Saône in der Region Bourgogne-Franche-Comté.

## Geographie
Oppenans liegt auf einer Höhe von 277 m über dem Meeresspiegel, sechs Kilometer nordwestlich von Villersexel und etwa 17 Kilometer ostsüdöstlich der Stadt Vesoul (Luftlinie). Das Dorf erstreckt sich im zentralen Teil des Departements, im Tal des Lauzin zwischen den Höhen der Grands Bois im Südwesten und von Oricourt im Nordosten.
Die Fläche des 3,57 km² großen Gemeindegebiets umfasst einen Abschnitt in der gewellten Landschaft zwischen dem Becken von Vesoul im Westen und dem Flusstal des Ognon im Südosten. Von Norden nach Süden wird das Gebiet vom Tal des Lauzin durchquert, der für die Entwässerung zum Ognon sorgt. Die Alluvialniederung liegt auf durchschnittlich 275 m und weist eine Breite von maximal 500 Metern auf. Landwirtschaftliche Nutzung herrscht in diesem Tal vor.
Flankiert wird die Talniederung im Osten von der Höhe von Oricourt, im Westen und Südwesten vom bewaldeten Höhenrücken der Grands Bois. Mit 400 m wird im Bois du Nouvelet die höchste Erhebung von Oppenans erreicht. Nach Südosten erstreckt sich das Gemeindeareal bis in die Waldung Le Grand Fougeray. In geologisch-tektonischer Hinsicht besteht das Gelände zur Hauptsache aus einer widerstandsfähigen Kalkschicht der mittleren Jurazeit.
Nachbargemeinden von Oppenans sind Montjustin-et-Velotte und Oricourt im Norden, Aillevans im Osten, Villersexel im Süden sowie Borey im Westen.

## Geschichte
Im Mittelalter gehörte Oppenans zur Freigrafschaft Burgund und darin zum Gebiet des Bailliage d’Amont. Die lokale Herrschaft hatten im 17. Jahrhundert die Herren von Montjustin, danach die Familie Cordemoy inne. Zusammen mit der Franche-Comté gelangte das Dorf mit dem Frieden von Nimwegen 1678 definitiv an Frankreich. Heute ist Oppenans Mitglied des 30 Ortschaften umfassenden Gemeindeverbandes Communauté de communes du Pays de Villersexel.

## Sehenswürdigkeiten
Sehenswert ist der 1823 errichtete Rundbrunnen auf dem Dorfplatz mit seiner Säule. Das Musée d'Antan in einem ehemaligen Bauernhaus zeigt eine Ausstellung über das landwirtschaftliche Leben (Maschinen, Geräte, Handwerk) des 19. und 20. Jahrhunderts.

## Bevölkerung
| Jahr                       | 1962 | 1968 | 1975 | 1982 | 1990 | 1999 | 2006 |
| Einwohner                  | 56   | 59   | 51   | 45   | 49   | 60   | 53   |
| Quellen: Cassini und INSEE |      |      |      |      |      |      |      |

Oppenans gehört zu den kleinsten Gemeinden des Département Haute-Saône. Nachdem die Einwohnerzahl in der ersten Hälfte des 20. Jahrhunderts deutlich abgenommen hatte (1881 wurden noch 143 Personen gezählt), wurden seit Beginn der 1960er Jahre nur noch relativ geringe Schwankungen verzeichnet.

## Wirtschaft und Infrastruktur
Oppenans ist noch heute ein vorwiegend durch die Landwirtschaft (Ackerbau, Obstbau und Viehzucht) geprägtes Dorf. Außerhalb des primären Sektors gibt es nur wenige Arbeitsplätze im Ort. Einige Erwerbstätige sind deshalb Wegpendler, die in den größeren Ortschaften der Umgebung und in der Agglomeration Vesoul ihrer Arbeit nachgehen.
Die Ortschaft liegt abseits der größeren Durchgangsachsen an einer Departementsstraße, die von Villersexel nach Montjustin führt. Weitere Straßenverbindungen bestehen mit Borey und Oricourt.